# Purmamarca
Purmamarca è un comune (comisión municipal in spagnolo) dell'Argentina, appartenente alla provincia di Jujuy, nel dipartimento di Tumbaya.

## Geografia fisica
Purmamarca è situato in una vallata rocciosa (quebrada) laterale alla quebrada de Humahuaca. È situato a 4 km ad ovest della Strada nº9, a 65 km a nord-ovest dal capoluogo provinciale San Salvador de Jujuy ed a 22 km a sud-ovest da Tilcara.

## Toponimo
Il toponimo è di origine aymara, dove "purma" significa deserto e "marca" città, quindi letteralmente "villaggio del deserto", anche se in tale lingua per deserto si intende anche la terra non coltivata; per tale motivo si ritiene che la traduzione più azzeccata sia "villaggio della Terra Vergine" ed in lingua quichua "villaggio del leone".

## Monumenti e luoghi d'interesse
- Chiesa di Santa Rosa da Lima
- Cerro de los Siete Colores

## Società
In base al censimento del 2001, nel territorio comunale dimorano 2.089 abitanti, di cui 510 nella cittadina capoluogo del comune.

## Infrastrutture e trasporti
Purmamarca è attraversata dalla strada nazionale 52 per la frontiera cilena. A 3 km ad est del villaggio passa l'importante strada nazionale 9 che unisce Buenos Aires con il nord-ovest argentino e il confine boliviano.

## Galleria d'immagini

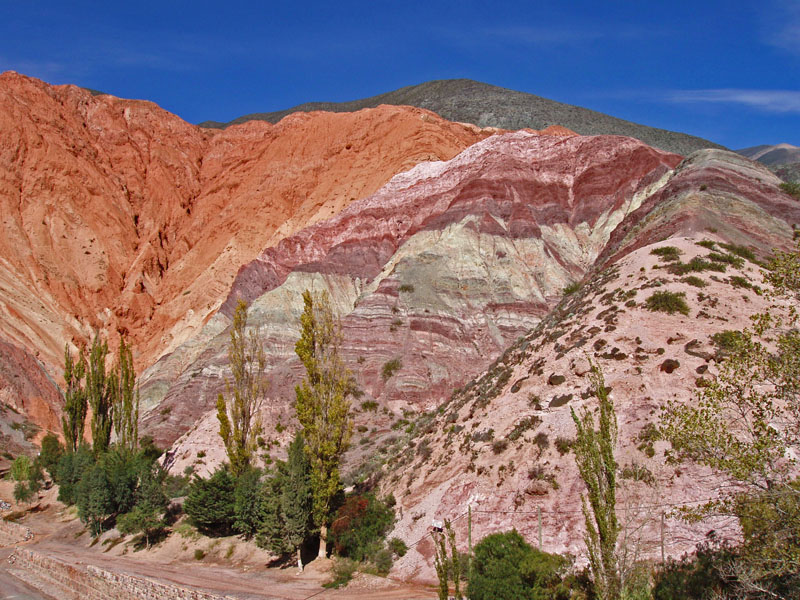
Il Cerro de Siete Colores
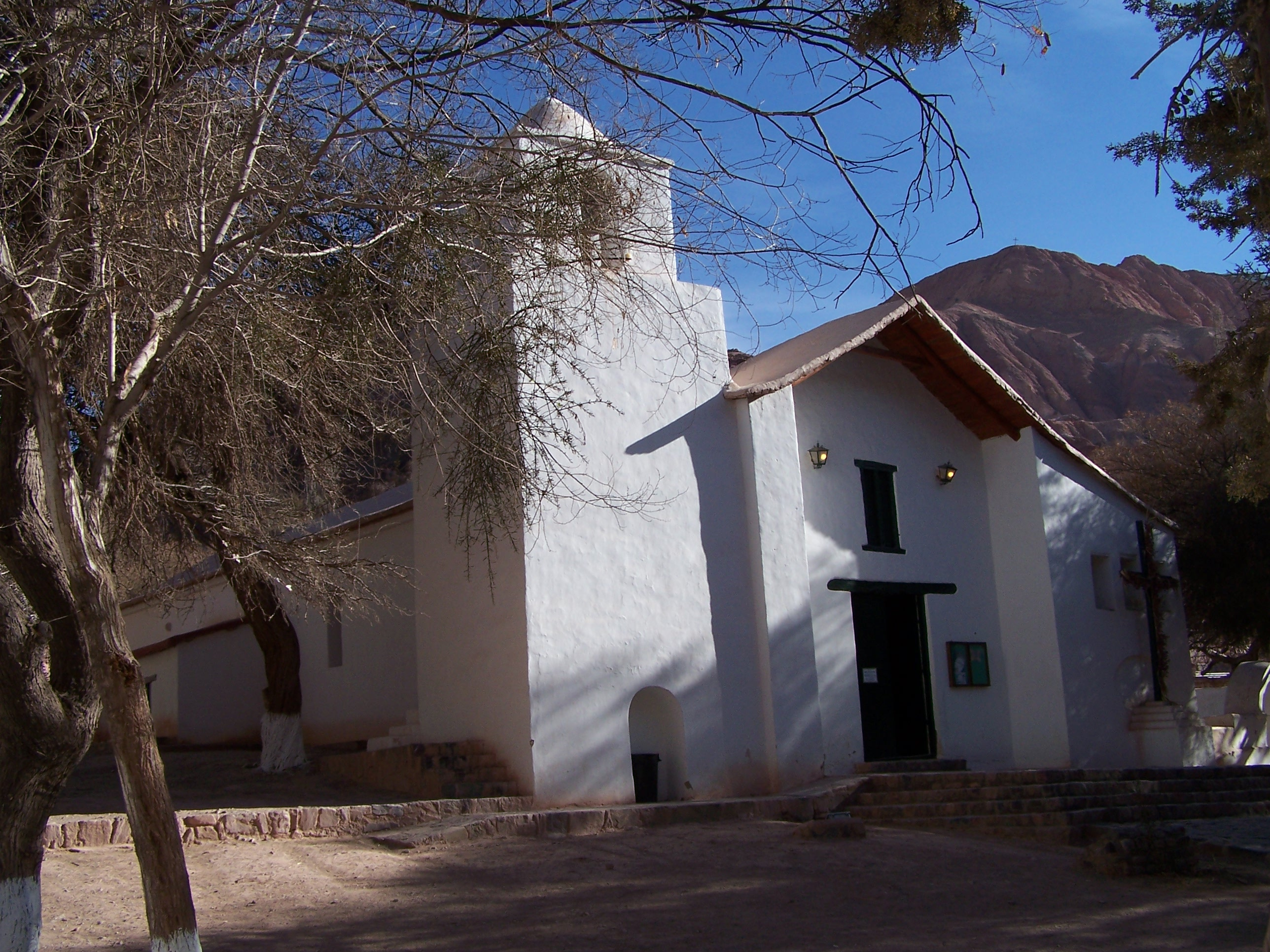
La chiesa di Santa Rosa da Lima